# ونت‌ها

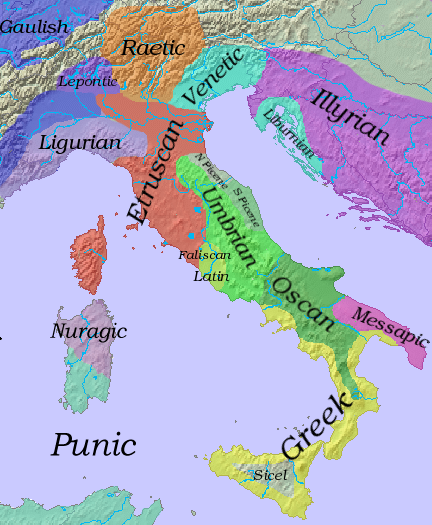
پراکندگی زبانی در ایتالیای سدهٔ شش پیش از میلاد، ونت‌ها در شمال خاوری ایتالیا دیده می‌شوند.

ونت‌ها(به لاتین: Veneti) مردمانی بودند باستانی که روزگاری در شمال خاوری ایتالیای کنونی در ونتو می‌زیستند. آنها به زبان ونتیک -که از زبان‌های هندواروپایی بود- سخن می‌گفتند. از زبان از میان رفتهٔ آنان پیرامون ۳۰۰ نوشتهٔ کوتاه مربوط به سده‌های ششم تا یکم پیش از میلاد برجای مانده‌است.
به احتمال نخستین باری که در تاریخ از ونت‌ها یادشده از سوی هومر در اثرش ایلیاد بوده‌است. او آنها را باشندهٔ کرانه‌های جنوبی دریای سیاه و همزمان با جنگ تروآ می‌خواند. 